# White Horse (віскі)
White Horse (в перекладі Білий кінь) — марка одного з відомих шотландських купажованих віскі (скотча). Купаж складається на 30 % з солодового віскі з основою з «Lagavulin», «Glen Elgin» та «Craigellachie», і 70 % зернового віскі. Всього в купаж входить 40 марок солодового і зернового віскі.

## Історія
Компанія по виробництву купажного віскі була заснована в 1883 році Джеймсом Логаном Меккі у районі Порт Дандас, шотландського міста Глазго. Існує думка, що в той час, родина Меккі також володіла таверною з назвою"White Horse Inn" в центральному районі Единбурга — Кенонгейт. Назва ж таверни було дано на честь білих верхових коней з почту королеви Шотландії Марії Стюарт, на яких вона з придворними виїжджала з королівської резиденції — Холірудхаус. Напис на пляшці «створено в 1742 році», відноситься саме до дати споруди трактиру, а не до віскі.
Офіційно назву віскі «White Horse» було зареєстровано у 1891 році з ініціативи племінника Джеймса Логана Меккі — Пітера Меккі. До речі, племінник був підкований у виробництві віскі, пропрацювавши з 1883 року помічником партнера Джеймса Логана Меккі на винокурні «Lagavulin» — капітана Грехема. Саме «невтомний» Пітер стояв біля витоків заснування компанії, саме він усвідомив важливість гарної назви віскі, створення стандартів виробництва, важливість грамотної витримки віскі та його просування на ринки. Саме компанія «White Horse Distillers Limited» була піонером запровадження гвинтової пробки для закупорювання пляшок замість пробки з підкоркового шару коркового дерева.
У 1915 році Пітер Меккі придбав винокурню Craigellachie з Спейсайда, чий віскі вже входив в купаж «White Horse». У 1924 році Пітер Меккі вмирає і компанія «Mackie and Co.», заснована ним у 1891 році, змінює назву на «White Horse Distillers Limited». А в 1927 році компанія стає частиною великого холдингу «The Distillers Company Limited».
В даний час марка належить алкогольному гіганту Diageo.

## Цікаві факти
- радянському фільмі «Людина з бульвару Капуцинів» показано пляшки з молоком, етикетки якого дуже схожі на етикетки цього віскі.
- В 1900 році віскі White Horse вперше став поставлятися за межі Шотландії. В пам'ять про цю подію компанією був випущений особливий сорт — White Horse 1900.[1]
- У другій частині повісті «Чотири танкісти і собака» польського письменника Януша Пшимановського під час зустрічі польських та американських солдатів капрал Вихура задає питання: «А „Білий кінь“ у вас є?», на що американський солдат відповідає: «Ні, віскі у нас немає».
- Також згадка йде в книзі Ільфа і Петрова «Одноповерхова Америка», де вони характеризують даний сорт як найпоширеніший в США і за ціною загальнодоступний.